# Notation en indice abstrait
La notation en indice abstrait est un système de notation présentant des similarités avec la convention de sommation d'Einstein et destinée comme cette dernière à l'écriture du calcul tensoriel.

## Motivation
Cette notation, due au mathématicien Roger Penrose, a pour but l'écriture pratique d'équations dans lesquelles interviennent des tenseurs ou des champs tensoriels. Il s'agit à la fois :
- de bénéficier de la simplicité d'écriture permise par la convention de sommation d'Einstein ;
- de ne pas dépendre contrairement à la convention d'Einstein d'un choix de base particulier (et donc arbitraire).

Aussi la notation en indices abstraits ne raisonne-t-elle jamais sur les composantes des tenseurs.

## Définition
Les indices abstraits peuvent se penser comme des éléments d'un alphabet fini {\displaystyle \{a,b,c,d,\ldots \}} que l'on va utiliser pour étiqueter des espaces vectoriel et des tenseurs.

### Copies d'espaces vectoriels
À partir d'un espace vectoriel {\displaystyle V} sur le corps commutatif {\displaystyle \mathbb {K} } (en général {\displaystyle \mathbb {R} } ou {\displaystyle \mathbb {C} }) de dimension {\displaystyle n}, on peut former des copies de {\displaystyle V} étiquetées par un indice abstrait : {\displaystyle V^{a}}, {\displaystyle V^{b}}, {\displaystyle V^{c}}, {\displaystyle V^{d}}, etc. Les espaces duaux respectifs sont notés {\displaystyle V_{a}}, {\displaystyle V_{b}}, {\displaystyle V_{c}}, {\displaystyle V_{d}}, etc. Si {\displaystyle v\in V} on peut lui faire correspondre naturellement un élément de {\displaystyle V^{a}} noté {\displaystyle v^{a}}, un élément de {\displaystyle V^{b}} noté {\displaystyle v^{b}}, etc. De même si {\displaystyle \phi \in V^{*}}, on peut lui faire correspondre naturellement un élément de {\displaystyle V_{a}} noté {\displaystyle \phi _{a}}, un élément de {\displaystyle V_{b}} noté {\displaystyle \phi _{b}}, etc. 

### Copies d'espaces de tenseurs
En généralisant si {\displaystyle T} est un tenseur de l'espace formé par produit tensoriel {\displaystyle V\otimes V^{*}\otimes V}, on peut en définir l'équivalent dans la copie {\displaystyle V^{a}\otimes V_{b}\otimes V^{c}}. Cet équivalent est noté {\displaystyle T^{a}{}_{b}{}^{c}}. Bien sûr il est possible de définir les tenseurs équivalents {\displaystyle T^{c}{}_{b}{}^{a}}, {\displaystyle T^{b}{}_{c}{}^{d}}, {\displaystyle T^{b}{}_{e}{}^{a}}, etc.
Remarque : Pour des raisons qui vont être expliquées ci-après, on s'abstient d'utiliser plusieurs fois le même indice. Des expressions comme {\displaystyle T^{a}{}_{b}{}^{a}} ou {\displaystyle T^{c}{}_{c}{}^{c}} sont donc dépourvues de sens. À noter que par contre {\displaystyle T^{c}{}_{a}{}^{a}} possède bien un sens, mais que celui-ci est différent de celui présenté dans le présent paragraphe.

### Ordres des indices
Soit deux tenseurs {\displaystyle P_{ab}} et {\displaystyle Q_{ba}} tels que pour tout vecteur {\displaystyle v^{a}} de {\displaystyle V^{a}} et tout vecteur {\displaystyle u^{b}} de {\displaystyle V^{b}} on a {\displaystyle P_{ab}(v^{a},u^{b})=Q_{ba}(u^{b},v^{a})} . Ces deux tenseurs ont un fonctionnement quasi identique. L'ordre des paramètres n'a finalement que très peu d'importance puisque les indices agissent comme des étiquettes garantissant que l'évaluation est faite correctement. On souhaiterait donc pouvoir voir {\displaystyle P_{ab}} et {\displaystyle Q_{ba}} comme de simples conventions d'écriture d'un même tenseur et pouvoir écrire {\displaystyle P_{ab}=Q_{ba}}. Il est possible pour cela de considérer l'espace union {\displaystyle {\mathcal {U}}_{ab}=V_{a}\otimes V_{b}\cup V_{b}\otimes V_{a}} et d'y définir la relation d'équivalence {\displaystyle {\mathcal {R}}_{ab}} telle que deux tenseurs {\displaystyle R_{ab}} et {\displaystyle S_{ba}} sont équivalents si {\displaystyle \forall v^{a},\forall u^{b},R_{ab}(v^{a},u^{b})=S_{ba}(u^{b},v^{a})} . On note alors {\displaystyle V_{ab}={\mathcal {U}}_{ab}/{\mathcal {R}}_{ab}} l'espace quotient dans lequel tout se passe comme si on avait oublié l'ordre des paramètres des tenseurs. Seul leur étiquetage par des indices abstraits est dès lors pertinent. On peut alors considérer que {\displaystyle P_{ab}\in V_{ab}}, que {\displaystyle Q_{ba}\in V_{ab}} et que {\displaystyle P_{ab}=Q_{ba}} .
De même on peut par exemple former les espaces vectoriels :
Remarque : On voit ici pourquoi il est important de ne pas utiliser deux fois le même indice au sein d'un même tenseur. Le faire rendrait la désignation des paramètres ambigüe.
Remarque : Soit un tenseur {\displaystyle T^{abc}{}_{d}\in V_{d}^{abc}} admettant entre autres une écriture {\displaystyle S^{c}{}_{d}{}^{ba}} et encore une écriture {\displaystyle R^{bca}{}_{d}} (on a donc le droit d'écrire {\displaystyle T^{abc}{}_{d}=S^{c}{}_{d}{}^{ba}=R^{bca}{}_{d}}). Il est important de comprendre qu'en revanche les symboles {\displaystyle T^{abc}{}_{d}} et {\displaystyle T^{bca}{}_{d}} désignent a priori des tenseurs différents, bien qu'ils appartiennent tous les deux à {\displaystyle V_{d}^{abc}}. Il s'agit en effet de copies de {\displaystyle T\in V\otimes V\otimes V\otimes V^{*}} indexées par des indices abstraits différents : on a respectivement {\displaystyle T^{abc}{}_{d}\in V^{a}\otimes V^{b}\otimes V^{c}\otimes V_{d}} et {\displaystyle T^{bca}{}_{d}\in V^{b}\otimes V^{c}\otimes V^{a}\otimes V_{d}}. Lorsqu'on quotiente l'espace union {\displaystyle {\mathcal {U}}_{d}^{abc}} par la relation d'équivalence {\displaystyle {\mathcal {R}}_{d}^{abc}} afin de forger {\displaystyle V_{d}^{abc}}, les tenseurs {\displaystyle T^{abc}{}_{d}} et {\displaystyle T^{bca}{}_{d}} ne se retrouvent pas (sauf cas particulier) dans la même classe d'équivalence. Par ailleurs, une écriture telle que {\displaystyle T^{a}{}_{d}{}^{bc}} est dépourvue de signification puisqu'elle ne saurait représenter une copie valable du tenseur non indexé {\displaystyle T}.
Remarque : Si dans l'exemple précédent {\displaystyle T^{abc}{}_{d}}, {\displaystyle S^{c}{}_{d}{}^{ba}} et {\displaystyle R^{bca}{}_{d}} peuvent être considérés comme des conventions d'écriture d'un même tenseur indexé, il doit cependant rester clair que {\displaystyle T}, {\displaystyle S} et {\displaystyle R} sont des objets différents.

## Opérations

### Substitution d'indices
Soit l'espace de tenseurs {\displaystyle V_{b_{1}\ldots b_{l}}^{a_{1}\ldots a_{k}}} et un indice {\displaystyle i} indexant l'espace en question. Si {\displaystyle j} est un autre indice non utilisé, on peut faire correspondre à tout élément de {\displaystyle V_{b_{1}\ldots b_{l}}^{a_{1}\ldots a_{k}}} sa copie obtenue en substituant {\displaystyle j} à {\displaystyle i}. Ainsi à  {\displaystyle T^{abc}{}_{de}} on fait correspondre sa copie {\displaystyle T^{afc}{}_{de}} par substitution de {\displaystyle f} à {\displaystyle b}. Les substitutions peuvent être également être faites en parallèle. Ainsi {\displaystyle T^{gac}{}_{hb}} est obtenu par substitution des indices {\displaystyle (g,a,h,b)} à {\displaystyle (a,b,d,e)}.

### Somme
Si deux tenseurs appartiennent au même espace {\displaystyle V_{b_{1}\ldots b_{l}}^{a_{1}\ldots a_{k}}}, leur somme est définie. Ainsi pour {\displaystyle T^{ab}{}_{c}} et {\displaystyle S^{b}{}_{c}{}^{a}}, éléments de {\displaystyle V_{c}^{ab}}, la somme {\displaystyle T^{ab}{}_{c}+S^{b}{}_{c}{}^{a}} est un tenseur de {\displaystyle V_{c}^{ab}}.

### Produit par un scalaire
Le produit d'un tenseur de {\displaystyle V_{b_{1}\ldots b_{l}}^{a_{1}\ldots a_{k}}} par un scalaire est défini. Ainsi pour {\displaystyle T^{ab}{}_{c}\in V_{c}^{ab}} et {\displaystyle \lambda \in \mathbb {K} }, le produit {\displaystyle \lambda T^{ab}{}_{c}} est un tenseur de {\displaystyle V_{c}^{ab}}.

### Produit tensoriel
Soit un tenseur de {\displaystyle V_{b_{1}\ldots b_{l}}^{a_{1}\ldots a_{k}}} et un tenseur de {\displaystyle V_{d_{1}\ldots d_{l'}}^{c_{1}\ldots c_{k'}}}, ces espaces n'ayant pas d'indices en commun. On définit leur produit tensoriel, élément de {\displaystyle V_{b_{1}\ldots b_{l}d_{1}\ldots d_{l'}}^{a_{1}\ldots a_{k}c_{1}\ldots c_{k'}}} . En cas d'indices commun il suffit simplement d'opérer une substitution d'indices préalable.
Par exemple si l'on considère {\displaystyle T^{ab}{}_{c}} et {\displaystyle S{}_{d}{}^{e}}, il existe un tenseur {\displaystyle P^{eb}{}_{cd}{}^{a}} tel que {\displaystyle P^{eb}{}_{cd}{}^{a}=T^{ab}{}_{c}\otimes S{}_{d}{}^{e}}. On note plus simplement : {\displaystyle P^{eb}{}_{cd}{}^{a}=T^{ab}{}_{c}S{}_{d}{}^{e}}

### Contraction
Soit un tenseur de {\displaystyle V_{b_{1}b_{2}\ldots b_{l}}^{a_{1}a_{2}\ldots a_{k}}}, un indice supérieur (par exemple {\displaystyle a_{1}}) et un indice inférieur (par exemple {\displaystyle b_{1}}) de cet espace. On note la contraction de ce tenseur sur les indices {\displaystyle a_{1}} et {\displaystyle b_{1}} en substituant à {\displaystyle a_{1}} et {\displaystyle b_{1}} un même indice {\displaystyle c}. Le tenseur obtenu appartient à {\displaystyle V_{b_{2}\ldots b_{l}}^{a_{2}\ldots a_{k}}}.
Par exemple si l'on considère {\displaystyle T^{ab}{}_{c}}, il existe un tenseur {\displaystyle T^{db}{}_{d}} formé par contraction de {\displaystyle a} et {\displaystyle c}. Ce tenseur appartient à l'espace {\displaystyle V^{b}} (et pas à {\displaystyle V_{d}^{db}} comme on pourrait être tenté de le croire, un tel espace n'étant de toute façon pas défini).
Remarque : L'indice utilisé pour la contraction n'a aucune importance (dans la mesure où il n'est pas utilisé ailleurs). Seul sa position compte. On peut même utiliser un des deux indices de départ. De fait on a : {\displaystyle T^{ab}{}_{a}=T^{cb}{}_{c}=T^{db}{}_{d}=T^{eb}{}_{e}=\ldots }
Remarque : Le tenseur {\displaystyle T^{bc}{}_{c}} appartient également à l'espace {\displaystyle V^{b}} mais sauf cas particulier {\displaystyle T^{db}{}_{d}\neq T^{bc}{}_{c}} .

### Produit contracté
Le produit contracté se note simplement en combinant les deux notations précédentes comme dans l'équation {\displaystyle Q^{b}{}_{d}{}^{a}=T^{ab}{}_{c}S{}_{d}{}^{c}} .

## Symétrisation et antisymétrisation
On note {\displaystyle {\mathfrak {S}}_{k}} l'ensemble des permutations de {\displaystyle [|1,k|]}. Pour {\displaystyle \sigma \in {\mathfrak {S}}_{k}}, on note {\displaystyle \epsilon (\sigma )\in \{+1,-1\}} sa signature. Dans ce paragraphe on suppose que le corps {\displaystyle \mathbb {K} } est de caractéristique nulle (dans le cas contraire le terme {\displaystyle 1/k!} pourrait être indéfini).

### Symétrisation
Soit le tenseur contravariant {\displaystyle X^{a_{1}\cdots a_{k}}}, on définit son symétrisé, noté {\displaystyle X^{(a_{1}\cdots a_{k})}}, par :
Ainsi par exemple {\displaystyle Z^{(abc)}={\frac {1}{6}}(Z^{abc}+Z^{cab}+Z^{bca}+Z^{bac}+Z^{cba}+Z^{acb})}.
Il en va évidemment de même pour des tenseurs covariants :
L'opération de symétrisation peut également s'accomplir sur un sous-ensemble d'indices et reste possible si le tenseurs présente à la fois des indices covariants et contravariant. Ainsi {\displaystyle G^{a(b}{}_{c}{}^{d)}={\frac {1}{2}}(G^{ab}{}_{c}{}^{d}+G^{ad}{}_{c}{}^{b})} . On peut même effectuer plusieurs symétrisations à la fois, comme dans {\displaystyle H^{(ab)(c}{}_{d(e}{}^{f)g}{}_{hi)j}}, symétrisé de {\displaystyle H^{abc}{}_{de}{}^{fg}{}_{hij}} sur les sous-ensembles d'indices {\displaystyle \{a,b\}}, {\displaystyle \{c,f\}} et {\displaystyle \{e,h,i\}}
Remarque : Il est possible d'exclure des indices au moyen des symboles || comme dans {\displaystyle H^{a(b|c}{}_{de}{}^{f|g)}{}_{hij}={\frac {1}{2}}(H^{abc}{}_{de}{}^{fg}{}_{hij}+H^{agc}{}_{de}{}^{fb}{}_{hij})}
Remarque : Cette opération permet de définir simplement la notion de tenseur symétrique sur certains de ses indices (et donc également de tenseur totalement symétrique). Par exemple {\displaystyle G^{ab}{}_{c}{}^{d}} est symétrique sur {\displaystyle b} et {\displaystyle d} si et seulement si {\displaystyle G^{ab}{}_{c}{}^{d}=G^{a(b}{}_{c}{}^{d)}} .

### Antisymétrisation
De façon tout à fait similaire, on définit l'antisymétrisé de {\displaystyle X^{a_{1}\cdots a_{k}}} par :
Ainsi par exemple {\displaystyle Z^{[abc]}={\frac {1}{6}}(Z^{abc}+Z^{cab}+Z^{bca}-Z^{bac}-Z^{cba}-Z^{acb})}.
L'antisymétrisé de {\displaystyle Y_{b_{1}\cdots b_{l}}} est de même :
Les mêmes possibilité et conventions que la symétrisation s'appliquent. Ainsi {\displaystyle G^{a[b}{}_{c}{}^{d]}={\frac {1}{2}}(G^{ab}{}_{c}{}^{d}-G^{ad}{}_{c}{}^{b})} . On peut également utiliser symétrisations et antisymétrisations en même temps, comme dans {\displaystyle H^{[a|bc}{}_{d(e|}{}^{|fg]}{}_{h|ij)}}.
Remarque : Cette opération permet de définir simplement la notion de tenseur antisymétrique sur certains de ses indices (et donc également de tenseur totalement antisymétrique). Par exemple {\displaystyle G^{ab}{}_{c}{}^{d}} est antisymétrique sur {\displaystyle b} et {\displaystyle d} si et seulement si {\displaystyle G^{ab}{}_{c}{}^{d}=G^{a[b}{}_{c}{}^{d]}} .

### Compatibilité avec les autres opérations
Il n'est pas possible de symétriser ou d'antisymétriser des indices provenant de différents tenseurs utilisées dans une somme. Ainsi la notation {\displaystyle S^{a}{}_{c}{}^{(b}+T^{a)b}{}_{c}} n'a aucun sens. En revanche si l'on note {\displaystyle R^{b}{}_{c}{}^{a}=S^{a}{}_{c}{}^{b}+T^{ab}{}_{c}}, on a bien  {\displaystyle R^{(b}{}_{c}{}^{a)}=S^{(a}{}_{c}{}^{b)}+T^{(ab)}{}_{c}}.
Le choses se passent beaucoup mieux avec un produit. {\displaystyle S^{a}{}_{c}{}^{[b}T^{d]e}{}_{f}} est un tenseur valide égal à {\displaystyle {\frac {1}{2}}(S^{a}{}_{c}{}^{b}T^{de}{}_{f}-S^{a}{}_{c}{}^{d}T^{be}{}_{f})}
De même symétrisation et antisymétrisation sont compatibles avec les contractions dans la mesure où les contractions sont réalisées en dernier. {\displaystyle H^{[a|bc}{}_{d(c|}{}^{|fd]}{}_{h|if)}} est le résultat de multiples symétrisations et antisymétrisations de {\displaystyle H^{abc}{}_{de}{}^{fg}{}_{hij}} définissant un tenseur {\displaystyle J^{abc}{}_{de}{}^{fg}{}_{hij}=H^{[a|bc}{}_{d(e|}{}^{|fg]}{}_{h|ij)}} suivi de contractions multiples : {\displaystyle H^{[a|bc}{}_{d(c|}{}^{|fd]}{}_{h|if)}=J^{abc}{}_{dc}{}^{fd}{}_{hif}}

## Espace muni d'uneforme bilinéaire symétrique

### Abaissement d'indice
Si {\displaystyle V} est naturellement muni d'une forme bilinéaire symétrique {\displaystyle g}, une nouvelle opération est permise. En effet {\displaystyle g} en tant que tenseur (2-covariant symétrique) admet des copies indexées {\displaystyle g_{ab}}, {\displaystyle g_{ac}}, {\displaystyle g_{cd}} ... On peut à partir d'un tenseur de {\displaystyle V_{b_{1}\ldots b_{l}}^{a_{1}\ldots a_{k}}} possédant au moins un indice supérieur (par exemple {\displaystyle a_{1}}), contracter ce dernier avec un indice d'une copie de {\displaystyle g} (par exemple {\displaystyle g_{a_{1}c}=g_{ca_{1}}}). Le résultat est un tenseur de {\displaystyle V_{cb_{1}\ldots b_{l}}^{a_{2}\ldots a_{k}}} ou, après substitution de l'indice {\displaystyle a_{1}} à {\displaystyle c}, de {\displaystyle V_{a_{1}b_{1}\ldots b_{l}}^{a_{2}\ldots a_{k}}}. D'où le nom d'abaissement d'indice.
On peut par exemple à partir de {\displaystyle T^{ab}{}_{c}} former le tenseur {\displaystyle {\tilde {T}}_{a}{}^{b}{}_{c}=T^{db}{}_{c}g_{ad}}. En pratique on conserve le même nom pour le tenseur et on écrit plus simplement {\displaystyle T_{a}{}^{b}{}_{c}=T^{db}{}_{c}g_{ad}}. De même on peut former le tenseur {\displaystyle T^{a}{}_{bc}} obtenu par abaissement du second indice ainsi que le tenseur {\displaystyle T_{abc}} obtenu par abaissement des deux indices.
Remarque : Conserver le même symbole pour le tenseur n'introduit pas d'ambigüité puisqu'en tant qu'élément de {\displaystyle V\otimes V\otimes V^{*}}, {\displaystyle T} n'admet en effet aucune copie indexée dans {\displaystyle V_{ac}^{b}}, {\displaystyle V_{bc}^{a}} ou {\displaystyle V_{abc}}. 
Remarque : On voit ici pourquoi il peut être important de conserver l'ordre relatif des indices inférieur et supérieur. Une notation telle que {\displaystyle T_{c}^{ab}} plutôt que {\displaystyle T^{ab}{}_{c}} ne permettrait pas de savoir où positionner les indices abaissés par rapport à l'indice {\displaystyle c}.

### Elévation d'indice
Si l'on a plutôt naturellement une forme bilinéaire {\displaystyle h} sur {\displaystyle V^{*}}, c'est l'opération inverse qui est valide. Grâce aux copies {\displaystyle h^{ab}}, {\displaystyle h^{bd}}, {\displaystyle h^{ea}}, ... on peut élever un indice sur le même principe (produit contracté avec une de ces copies et éventuelles substitutions d'indice). Par exemple le tenseur {\displaystyle S_{ab}{}^{c}{}_{d}} permet de définir les nouveaux {\displaystyle S^{a}{}_{b}{}^{c}{}_{d}}, {\displaystyle S_{a}{}^{bc}{}_{d}}, {\displaystyle S_{ab}{}^{cd}}, {\displaystyle S^{abc}{}_{d}}, {\displaystyle S_{a}{}^{bcd}}, {\displaystyle S^{a}{}_{b}{}^{cd}} et {\displaystyle S^{abcd}}.

### Forme bilinéaire symétriquenon dégénérée
Si la forme bilinéaire symétrique {\displaystyle g} sur {\displaystyle V} est non dégénérée, elle induit naturellement une forme bilinéaire symétrique {\displaystyle g^{*}} sur {\displaystyle V^{*}}. Ce fait rend possible à la fois l'abaissement et l'élévation d'indice de manière compatible : abaisser un indice grâce à {\displaystyle g} puis l'élever grâce à {\displaystyle g^{*}} permet de retrouver le tenseur initial (de même pour une élévation suivie d'un abaissement). En conservant les conventions définies précédemment, si {\displaystyle g_{ab}}, {\displaystyle g_{bc}}, {\displaystyle g_{ea}}, ... sont des copies indexées de {\displaystyle g}, on peut noter {\displaystyle g^{ab}}, {\displaystyle g^{bc}}, {\displaystyle g^{ea}},  ... les copies indexées de {\displaystyle g^{*}}.
Remarque : On a {\displaystyle g_{ab}g^{bc}=\delta _{a}{}^{c}} où {\displaystyle \delta _{a}{}^{c}} est le tenseur correspondant à l'endomorphisme identité de {\displaystyle V} (correspondant au symbole de Kronecker dans la convention d'Einstein).

## Copies defibrés vectoriels
Si {\displaystyle M} est une variété différentielle de dimension {\displaystyle n}, on peut en chaque point {\displaystyle x} définir des copies indexées de l'espace tangent {\displaystyle T_{x}M}, notées {\displaystyle T_{x}M^{a}}, {\displaystyle T_{x}M^{b}}, {\displaystyle T_{x}M^{c}}, {\displaystyle T_{x}M^{d}} ... et de même des copies de l'espace cotangent {\displaystyle T_{x}^{*}M}, notées {\displaystyle T_{x}M_{a}}, {\displaystyle T_{x}M_{b}}, {\displaystyle T_{x}M_{c}}, {\displaystyle T_{x}M_{d}} ... Comme précédemment on va pouvoir pouvoir former les espaces de tenseurs indexés {\displaystyle T_{x}M_{b_{1}\ldots b_{l}}^{a_{1}\ldots a_{k}}}.
Le but est ici bien évidemment de généraliser ces notions ayant un sens au point {\displaystyle x} en définissant des fibrés vectoriels munis d'indices {\displaystyle TM_{b_{1}\ldots b_{l}}^{a_{1}\ldots a_{k}}} dont les sections seront des champs de tenseurs indexés. Cette extension naturelle induit une généralisation de toutes les opérations vues jusqu'à présent (substitution d'indice, combinaison linéaire, produit tensoriel, contraction, symétrisation, antisymétrisation) pour les champs de tenseurs. À cela s'ajoutent des opérations propres aux champs.

### Dérivée de Lie
Soit {\displaystyle X} un champ vectoriel (sans indice). Soit par exemple {\displaystyle P^{a}{}_{b}{}^{cd}} un champ de tenseur muni d'indice. La dérivée de Lie de {\displaystyle P^{a}{}_{b}{}^{cd}} suivant {\displaystyle X} est un champ de tenseur muni des mêmes indices et noté {\displaystyle {\mathcal {L}}_{X}P^{a}{}_{b}{}^{cd}}. Ce champ est égal à la copie indexée par {\displaystyle (a,b,c,d)} de {\displaystyle {\mathcal {L}}_{X}P}, la dérivée de Lie du champ de tenseur {\displaystyle P} suivant {\displaystyle X}.
Remarque : On note que le champ obtenu possède les mêmes indices que le champ soumis à la dérivation. En effet l'opérateur {\displaystyle {\mathcal {L}}_{X}} est un endomorphisme sur l'espace vectoriel des sections de tout fibré vectoriel formé par produit tensoriel des fibrés tangent et cotangent. Pour cette raison, on n'utilise pas de copie avec indices pour le champ vectoriel {\displaystyle X}. Une notation {\displaystyle {\mathcal {L}}_{X^{e}}P^{a}{}_{b}{}^{cd}} donnerait en effet l'impression de rajouter un indice. Par ailleurs comme seul un champ de vecteur a du sens ici, la présence de l'indice n'apporterait aucune information nouvelle.

### Dérivée extérieure
Toute {\displaystyle l}-forme différentielle peut être vue comme un champ de tenseurs {\displaystyle l}-covariant {\displaystyle \omega _{b_{1}\ldots b_{l}}} antisymétrique (donc vérifiant {\displaystyle \omega _{b_{1}\ldots b_{l}}=\omega _{[b_{1}\ldots b_{l}]}}). La dérivée extérieure {\displaystyle d} ajoutant un indice, on définit les copies indexées {\displaystyle d_{a}}, {\displaystyle d_{b}} {\displaystyle d_{c}} {\displaystyle d_{d}}, ... Ceci permet donc d'écrire la dérivée extérieure indicée par {\displaystyle a} de {\displaystyle \omega _{b_{1}\ldots b_{l}}} comme {\displaystyle d_{a}\omega _{b_{1}\ldots b_{l}}}.
Remarque : Il ne faut bien entendu pas lire la notation {\displaystyle d_{a}\omega _{b_{1}\ldots b_{l}}} comme un produit tensoriel entre {\displaystyle d_{a}} et {\displaystyle \omega _{b_{1}\ldots b_{l}}}, ce qui n'aurait aucun sens puisque {\displaystyle d_{a}} n'est pas un tenseur.

### Dérivée covariante
Soit {\displaystyle X} un champ vectoriel (sans indice). Soit par exemple {\displaystyle P^{a}{}_{b}{}^{cd}} un champ de tenseur muni d'indice. Pour un opérateur de dérivée covariante donné noté {\displaystyle \nabla }, la dérivée covariante de {\displaystyle P^{a}{}_{b}{}^{cd}} suivant {\displaystyle X} est un champ de tenseur muni des mêmes indices. On pourrait choisir de le noter {\displaystyle \nabla _{X}P^{a}{}_{b}{}^{cd}} de manière similaire à la dérivée de Lie. Cependant le caractère tensoriel des dérivées covariantes permet de les voir plus généralement comme opérations ajoutant un indice. La dérivée covariante indexée par {\displaystyle e} de {\displaystyle P^{a}{}_{b}{}^{cd}} est un champ de tenseur muni des mêmes indices ainsi que de l'indice {\displaystyle e} et notée {\displaystyle \nabla _{e}P^{a}{}_{b}{}^{cd}}. On peut comme pour la dérivée extérieure définir les  copies avec indices {\displaystyle \nabla _{a}}, {\displaystyle \nabla _{b}}, {\displaystyle \nabla _{c}}, {\displaystyle \nabla _{d}} ...
Remarque : Avec cette notation, choisir une direction de dérivation (par exemple celle donnée par le champ vectoriel {\displaystyle X} dans l'énoncé précédent) revient alors à calculer la contraction {\displaystyle X^{e}\nabla _{e}P^{a}{}_{b}{}^{cd}} de {\displaystyle \nabla _{e}P^{a}{}_{b}{}^{cd}} avec une copie indexée de {\displaystyle X}.
Remarque : Une notation similaire {\displaystyle {\mathcal {L}}_{e}P^{a}{}_{b}{}^{cd}} pour la dérivée de Lie est impossible du fait même du caractère non tensoriel de {\displaystyle {\mathcal {L}}}, c'est-à-dire du fait qu'on n'a pas contrairement aux dérivées covariantes {\displaystyle {\mathcal {L}}_{f\cdot X}=f\cdot {\mathcal {L}}_{X}} pour {\displaystyle f} champ scalaire sur {\displaystyle M}.
Remarque : La dérivée extérieure {\displaystyle d_{a}} peut se définir à partir d'une dérivée covariante {\displaystyle \nabla _{a}} par {\displaystyle d_{a}\omega _{b_{1}\ldots b_{l}}=\nabla _{[a}\omega _{b_{1}\ldots b_{l}]}} pour toute forme différentielle {\displaystyle \omega _{b_{1}\ldots b_{l}}}. On démontre qu'une telle formule est indépendante du choix de {\displaystyle \nabla } comme le présuppose l'unicité de {\displaystyle d}.